# Рискиев, Руфат Асадович
Руфа́т Аса́дович Риски́ев (узб. Rufat o‘g‘li Asad Risqiyev, 2 октября 1949, Аккурган, Узбекская ССР) — советский боксёр. Четырёхкратный чемпион СССР (1972, 1974—1976).  Чемпион мира  (1974). Заслуженный мастер спорта СССР (1974). Выдающийся боксёр СССР (1974). 

## Биография
Руфат Асадович Рискиев родился в 1949 году в Ташкенте (в Кукче) в семье врача. С 12 лет стал заниматься боксом в Ташкенте у знаменитого тренера Сиднея Львовича Джексона. С 14 лет Рискиев занимался боксом в ташкентском спортивном обществе «Буревестник». С 1966 года стал заниматься под руководством известного тренера Бориса Гранаткина.

## Чемпионат мира по боксу 1974
В 1974 году чрезвычайный конгресс АИБА принял решение проводить чемпионаты мира раз в четыре года. День 17 августа 1974 года вошел в историю бокса как день открытия первого чемпионата мира среди боксеров-любителей. Первыми советскими чемпионами в Гаване стали пермяк Василий Соломин, получивший к тому же и Кубок Радьяра Рассела и представитель Ташкента Руфат Рискиев, как впоследствии выяснилось, проводивший бой со сломанной рукой.

## Летние Олимпийские игры 1976
В 1976 году на Олимпийских играх в Монреале стал серебряным призёром. На этих играх Рискиев стал единственным советским боксёром, добравшимся до финала. В решающем поединке ему противостоял американец Майкл Спинкс. В третьем раунде Спинкс нанёс сильнейший удар, и рефери остановил встречу. Рискиев показал судье, что удар был ниже пояса, но победа была присуждена американскому боксёру. После игр Рискиев покинул большой спорт.

## Кинокарьера
По окончании спортивной карьеры снимался в кино. Известен по роли в фильме «На ринг вызывается…» где сыграл фактически самого себя — мальчишку из узбекской махалли, ставшего чемпионом мира.

## Судейское поприще
В 1997 году Руфат Рискиев вошёл в судейскую секцию WBA и стал первым судьей международной категории профессионального бокса в центральноазиатских странах.

## Семья
- Жена: Рискиева (Икрамова) Маъмурахон Саидкаримовна (Risqiyeva Ma’muraxon Saidkarimovna)(1955.29.12 гр.)
- Сын: Рискиев Қудратхўжа Руфат ўғли (Risqiyev Qudratxo‘ja Rufat o‘g‘li) (1978. 01.11. гр.)
- Дочь: Рискиева Саодат Руфатовна (Riskiyeva Saodat Rufatovna) (1981.20.09 гр)
- Сын: Рискиев Саидакром Руфат ўғли (Risqiyev Saidakrom Rufat o‘g‘li)(1983. 04.07. гр.)
- Дочь: Рискиева (Касымова) Гулихон Руфат қизи(Risqiyeva(Qosimova) Gulixon Rufat qizi) (1984.25.08. гр)
- Сын: Рискиев Асад Руфатович (Riskiyev Asad Rufatovich) (1988.30.11 гр)

## Спортивные результаты
Международные
- Чемпионат мира по боксу 1974 года —
- XXI летние Олимпийские игры 1976 года —

Всесоюзные
- Чемпионат СССР по боксу 1972 года —
- Чемпионат СССР по боксу 1974 года —
- Чемпионат СССР по боксу 1975 года —
- Чемпионат СССР по боксу 1976 года —

### Спортивные звания
- Заслуженный мастер спорта СССР
- «Выдающийся боксёр СССР»

### Государственные награды
- Орден «Дустлик» (27 августа 2020 года) — за особые заслуги в повышении научного, интеллектуального и духовного потенциала нашего народа, развитии сфер образования, культуры, литературы, искусства, физической культуры и спорта, достойный вклад в укрепление независимости Родины, обеспечение прогресса, мира и социально-духовной стабильности в стране, а также многолетнюю плодотворную общественную деятельность[4]

## Фильмография
- 1980 — «Каждый третий» (эпизод)
- 1980 — «В стремнине бешеной реки» (эпизод)
- 1979 — «На ринг вызывается...» (Руфат Кудратов — главная роль)